# ادی وندردوز
ادی وندردوز (انگلیسی: Eddie Vanderdoes؛ زادهٔ ۱۳ اکتبر ۱۹۹۴) بازیکن فوتبال آمریکایی اهل ایالات متحده آمریکا است.